# Pimpinella affinis
Pimpinella affinis es una especie de Magnoliopsida del género Pimpinella, de la familia Apiaceae, del orden Apiales.

## Distribución
Pimpinella affinis se distribuye por Turkmenistán; Northern Caucasus; Georgia [Caucasus]; Armenia; Azerbaiyán; Turquía (E-Anatolia, NE-Anatolia); Iraq (noreste y noroeste de Iraq); Irán (EC-Iran, NE-Iran: Mts., N-Iran, Iranian Aserbaijan, W-Iran); Afganistán (Badakshan, Baglán, Kabul, Parwan).

## Taxonomía
Fue descrita científicamente por Karl Friedrich von Ledebour. Fue publicado por primera vez en Ledeb. (1844). In: Fl. Ross. 2: 257.